# Michael Rudolf
Michael Rudolf (* 14. Mai 1961 in Marienberg; † 2. Februar 2007 bei Greiz) war ein deutscher Schriftsteller und Verleger.

## Leben und Wirken
Zu DDR-Zeiten begann Rudolf zunächst ein Jurastudium in Halle und absolvierte dann ein Fernstudium als Ingenieur für Brauereitechnik; danach arbeitete er acht Jahre als Schichtleiter in der Greizer Vereinsbrauerei. Das Fachinteresse an Bier schlug sich später als wiederkehrendes Sujet in seinem literarischen Werk nieder. Rudolf veröffentlichte diverse Bierführer und erwarb sich durch seinen Sarkasmus den Titel „Deutschlands gefürchtetster Biertrinker“. Außerdem publizierte er über Rockmusik, Mykologie u. a. In den 1990er-Jahren arbeitete Rudolf neben seiner schriftstellerischen Tätigkeit beim Frankfurter Satiremagazin Titanic mit und betrieb in seinem Heimatort Greiz den 1990 von ihm selbst gegründeten Verlag Weißer Stein. Als Autor schrieb Rudolf regelmäßig in verschiedenen Zeitungen und Zeitschriften, so z. B. für die taz und als Kolumnist in der jungen Welt.
Michael Rudolf schied durch Freitod aus dem Leben und hinterließ eine Ehefrau sowie eine Tochter.

## Veröffentlichungen
- Schloss Liebau und seine Besitzer. Verlag Weißer Stein, Greiz 1991.
- Burgen, Schlösser und Herrensitze im Vogtland. Verlag Weißer Stein, Greiz 1991.
- mit Jürgen Roth: Bier! Das Lexikon. Reclam, Leipzig 1997, ISBN 3-379-01587-3.
- mit Jürgen Roth: Spaltprodukte. Gebündelte Ost-West-Vorurteile. Reclam, Leipzig 1997, ISBN 3-379-01603-9.
- mit Jürgen Roth: Dreimal abgesägt und immer noch zu kurz. Das Handwerker-Haß-Buch. Kiepenheuer und Witsch, Köln 1998, ISBN 3-462-02691-7.
- Die Thüringer pauschal. Fischer-Taschenbuch-Verlag, Frankfurt 1998, ISBN 3-596-14138-9.
- Burgen und Schlösser im Vogtland. Touristführer. Sachsenbuch, Leipzig 1998, ISBN 3-89664-008-9.
- mit Frank Schäfer: Lexikon der Rockgitarristen. Von Ritchie Blackmore bis Frank Zappa. Lexikon-Imprint-Verlag, Berlin 1999, ISBN 3-89602-202-4.
- 1516 Biere. Der endgültige Atlas für die ganze Bierwelt. Edition Tiamat, Berlin 1999, ISBN 3-89320-028-2.
- Chefarzt Dr. Fischer. Ein Politpornothriller. Edition Tiamat, Berlin 2000, ISBN 3-89320-033-9.
- Round about Jutesack. Yes, „Yessongs“. Wehrhahn. Hannover 2001, ISBN 3-932324-81-1.
- Hexenei und Krötenstuhl. Ein wunderbarer Pilzführer. Reclam, Leipzig 2001, ISBN 3-379-01736-1.
- Trost und Unrat. Polemik, Abrechnungen, Grobheiten. Ventil-Verlag, Mainz 2001, ISBN 3-930559-82-X.
- 2000 Biere. Der endgültige Atlas für die ganze Bierwelt. Oktober Verlag, Münster 2002, ISBN 3-935792-02-6.
- mit Christian Freund (Fotos): Greiz. Perle des Vogtlandes. Stadt-Bild-Verlag, Leipzig 2002, ISBN 3-934572-48-0.
- mit Didi Zill (Fotos): Deep Purple. Fotografien. Schwarzkopf und Schwarzkopf, Berlin 2002, ISBN 3-89602-406-X.
- Morgenbillich. Die Wahrheit über Holger Sudau. Oktober Verlag, Münster 2003, ISBN 3-935792-53-0.
- Shut up and play your guitar! 444 Rockgitarristen von Ritchie Blackmore bis Frank Zappa. Schwarzkopf und Schwarzkopf, Berlin 2003, ISBN 3-89602-464-7.
- Das Fahrradbuch. Bewegte Geschichten. Reclam, Leipzig 2003, ISBN 3-379-20044-1.
- Der Pilsener Urknall. Expeditionen ins Bierreich. Reclam, Leipzig 2004, ISBN 3-379-20089-1, Neuauflage Oktober Verlag, Münster 2012, ISBN 978-3-941895-20-1.
- Die 100 besten Biere der Welt. Oktober Verlag, Münster 2006, ISBN 3-938568-25-9, 2., aktualisierte und überarbeitete Auflage Oktober Verlag, Münster 2014, ISBN 978-3-938568-90-3.

postum
- Atmo. Bingo. Credo. Das ABC der Kultdeutschen. Edition Tiamat, Berlin 2007 ISBN 978-3-89320-111-2.
- Einige großartige Aufsätze von M. R. in: Jürgen Roth (Hrsg.): Der Mann mit den neunhundertneunundneunzig Gesichtern, Oktober Verlag, Münster 2008, ISBN 978-3-938568-70-5.
- mit Kay Sokolowsky und F.W. Bernstein: Stadt Land Russ'. Geschichten aus der Fränkischen Schweiz., Oktober Verlag, Münster 2010, ISBN 978-3-938568-86-6.

Hörbuch
- Bier! Autorenlesung. Hörsturz Booksound (CD), Erding 1999, ISBN 3-934847-76-5.

## Nachweise, Fußnoten
1. ↑  Der Spiegel: Selbstlos im Sisysuff. In: Der Spiegel. Nr. 36, 2000 (online).
2. ↑  Marit Hofmann: "Na, wie war ich?" Eine Erinnerung an den Schriftsteller Michael Rudolf und an seinen Helden Holger Sudau. In: nd - Der Tag vom 14. Mai 2021, S. 13

| Personendaten    | Personendaten                                      |
| ---------------- | -------------------------------------------------- |
| NAME             | Rudolf, Michael                                    |
| KURZBESCHREIBUNG | deutscher Schriftsteller, Bierexperte und Verleger |
| GEBURTSDATUM     | 14. Mai 1961                                       |
| GEBURTSORT       | Marienberg                                         |
| STERBEDATUM      | 2. Februar 2007                                    |
| STERBEORT        | Greiz                                              |